# Chrysis solida
Chrysis solida (лат.) — вид ос-блестянок рода Chrysis из подсемейства Chrysidinae.

## Распространение
Палеарктика: от Западной Европы до Японии.
В северной Европе: Дания, Эстония, Финляндия, Латвия, Литва, Норвегия, Швеция.

## Описание
Длина — 5—9 мм. Ярко-окрашенные металлически блестящие осы. Окраска и габитус C. solida сходны с C. mediata, это близкородственные виды, которые отличаются от других аналогично окрашенных видов группы C. ignita. Вид тесно связан с C. mediata, но тело обычно меньше и с более параллельными боками, голова шире во фронтальном виде (заметно шире, чем ее высота), пунктировка тергита T2 часто несколько плотнее в передней части, поверхность T3 не такая блестящая и окраска преимущественно темнее. Этот вид можно спутать, например, с C. schencki, C. angustula и C. corusca. Однако яйцеклад шире, а внутренний край парамера наклонен (не закруглен). Также для C. solida характерна зелёно-голубая окраска стернита S2 и округлая форма черных пятен. Хозяевами C. mediata являются гнездящиеся в почве виды рода Odynerus, в то время как у C. solida хозяевами являются гнездящиеся в полостях виды, в основном Ancistrocerus. Клептопаразиты ос: Ancistrocerus, Euodynerus, Symmorphus (Vespidae). Период лёта: май — сентябрь.
C. solida и C. mediata очень похожи морфологически и генетически, несмотря на явные различия в их биологии и выборе хозяина. Надежная идентификация видов не всегда возможна без информации о хозяине или среде обитания.